# Gypsochares aulotes
Gypsochares aulotes là một loài bướm đêm thuộc họ Pterophoridae. Loài này có ở Nam Phi.